# والیبال قهرمانی زیر ۱۹ سال پسران جهان ۱۹۹۱
مسابقات جهانی والیبال زیر ۱۹سال پسران در سال ۱۹۹۱، به مدت هشت روز ، از ۷ تا ۱۴ دسامبر ۱۹۹۱ در شهر پورتو ، پرتغال برگزار شد. این دومین دوره از مسابقات بود. 

## قوانین مسابقات
این ۱۲ تیم به دو گروه از شش تیم تقسیم شدند ، دو تیم برتر هر گروه به مرحله نیمه نهایی راه یافتند.

## گروه بندی
| گروه الف           | گروه ب    |
| ------------------ | --------- |
| پرتغال (میزبان)    | الجزایر   |
| آرژانتین           | برزیل     |
| بحرین              | بلغارستان |
| فرانسه             | کوبا      |
| کرهٔ جنوبی          | چکسلواکی  |
| اتحاد جماهیر شوروی | ژاپن      |

## دور حذفی
|  | نیمه نهایی         | نیمه نهایی |   |           | دیدار نهایی        | دیدار نهایی |  |
|  |                    |            |   |           |                    |             |  |
|  | ۱۳ دسامبر          |            |   |           |                    |             |  |
|  | اتحاد جماهیر شوروی | ۳          |   |           |                    |             |  |
|  | چکسلواکی           | ۰          |   |           |                    |             |  |
|  |                    |            |   |           |                    |             |  |
|  |                    |            |   |           | ۱۴ دسامبر          |             |  |
|  |                    |            |   |           | اتحاد جماهیر شوروی | ۱           |  |
|  |                    | برزیل      | ۳ |           |                    |             |  |
|  |                    |            |   |           |                    |             |  |
|  |                    |            |   |           |                    |             |  |
|  |                    |            |   |           | رده بندی           |             |  |
|  | ۱۳ دسامبر          | ۱۳ دسامبر  |   | ۱۴ دسامبر | ۱۴ دسامبر          |             |  |
|  | برزیل              | ۳          |   | چکسلواکی  | ۱                  |             |  |
|  | کرهٔ جنوبی          | ۰          |   |           | کرهٔ جنوبی          | ۳           |  |

### نیمه نهایی
| تاریخ | ساعت |                    | امتیاز |           | ست ۱ | ست ۲ | ست ۳ | ست ۴ | ست ۵ | مجموع | گزارش |
| ----- | ---- | ------------------ | ------ | --------- | ---- | ---- | ---- | ---- | ---- | ----- | ----- |
| ۱۳ د  |      | اتحاد جماهیر شوروی | ۳–۰    | چکسلواکی  | –    | –    | –    |      |      | –     |       |
| ۱۳ د  |      | برزیل              | ۳–۰    | کرهٔ جنوبی | –    | –    | –    |      |      | –     |       |

#### رده بندی
| تاریخ | ساعت |          | امتیاز |           | ست ۱  | ست ۲  | ست ۳ | ست ۴  | ست ۵ | مجموع | گزارش |
| ----- | ---- | -------- | ------ | --------- | ----- | ----- | ---- | ----- | ---- | ----- | ----- |
| ۱۴ د  |      | چکسلواکی | ۱–۳    | کرهٔ جنوبی | ۱۰–۱۵ | ۱۵–۱۰ | ۷–۱۵ | ۱۲–۱۵ |      | ۴۴–۵۵ |       |

##### دیدار پایانی
| تاریخ | ساعت |                    | امتیاز |       | ست ۱ | ست ۲  | ست ۳ | ست ۴  | ست ۵ | مجموع | گزارش |
| ----- | ---- | ------------------ | ------ | ----- | ---- | ----- | ---- | ----- | ---- | ----- | ----- |
| ۱۴ د  |      | اتحاد جماهیر شوروی | ۱–۳    | برزیل | ۱۵–۵ | ۱۵–۱۷ | ۸–۱۵ | ۱۳–۱۵ |      | ۵۱–۵۲ |       |

## جدول پایانی
| رتبه | تیم                |
| ---- | ------------------ |
| 1    | برزیل              |
| 2    | اتحاد جماهیر شوروی |
| 3    | کرهٔ جنوبی          |
| ۴    | چکسلواکی           |
| ۵    | آرژانتین           |
| ۶    | ژاپن               |
| ۷    | فرانسه             |
| ۸    | بلغارستان          |
| ۹    | پرتغال             |
| ۱۰   | کوبا               |
| ۱۱   | بحرین              |
| ۱۲   | الجزایر            |

| قهرمانی زیر ۱۹سال پسران جهان |
| ---------------------------- |
| · برزیل · دومین عنوان        |